# Championnat de Macao de football 2001-2002
Navigation
Saison 2005
La saison 2001-2002 du Championnat de Macao de football est la cinquante-troisième édition de la Liga de Elite, le championnat de première division à Macao. Les huit meilleures équipes macanaises sont regroupées au sein d’une poule unique où elles s’affrontent deux fois au cours de la saison. Les deux derniers du classement sont relégués et remplacés par les deux meilleurs clubs de Segunda Divisão, la seconde division de Macao.
C'est le Clube Desportivo Monte Carlo qui est sacré cette saison après avoir terminé en tête du classement, avec six points d'avance sur PSP Macao et neuf sur le tenant du titre, Lam Pak. Il s’agit du tout premier titre de champion de Macao de l’histoire du club.
Le championnat revêt un intérêt supplémentaire cette saison puisque le vainqueur se qualifie pour le premier tour de la Ligue des champions de l'AFC 2002-2003, qui s'ouvre exceptionnellement à des nations supplémentaires, du fait de la réforme de la compétition.

## Les clubs participants
- Grupo Desportivo de Lam Pak
- Clube Desportivo Monte Carlo
- PSP Macao
- CD dos Serviços de Alfândega
- Autoridade Monetária e Cambial
- Heng Tai
- Ip U - Promu de Segunda Divisão
- Barra FC - Promu de Segunda Divisão

## Compétition
Le barème utilisé pour établir le classement est le suivant :
- Victoire : 3 points
- Match nul : 1 point
- Défaite : 0 point

### Classement
| Rang | Équipe                         | Pts | J  | G  | N | P  | Bp | Bc | Diff |
| ---- | ------------------------------ | --- | -- | -- | - | -- | -- | -- | ---- |
| 1    | Clube Desportivo Monte Carlo   | 37  | 14 | 12 | 1 | 1  | 47 | 12 | +35  |
| 2    | PSP Macao                      | 31  | 14 | 10 | 1 | 3  | 47 | 14 | +33  |
| 3    | Grupo Desportivo de Lam PakT   | 28  | 14 | 9  | 1 | 4  | 46 | 12 | +34  |
| 4    | CD dos Serviços de Alfândega   | 28  | 14 | 9  | 1 | 4  | 38 | 21 | +17  |
| 5    | Autoridade Monetária e Cambial | 19  | 14 | 6  | 1 | 7  | 27 | 31 | -4   |
| 6    | Heng Tai                       | 14  | 14 | 4  | 2 | 8  | 16 | 38 | -22  |
| 7    | Ip UP                          | 4   | 14 | 1  | 1 | 12 | 13 | 52 | -39  |
| 8    | Barra FCP                      | 2   | 14 | 0  | 2 | 12 | 10 | 64 | -54  |

|  | Qualification pour la Ligue des champions de l'AFC 2002-2003 |
|  | Relégation directe en Segunda Divisião                       |
|  | T : Tenant du titre P : Promu de Segunda Divisão             |

## Bilan de la saison
| Championnat de Macao de football 2001-2002 |                                          |
| Champion                                   | Clube Desportivo Monte Carlo (1er titre) |
| Qualifications continentales               |                                          |
| Ligue des champions de l'AFC 2002-2003     | Clube Desportivo Monte Carlo             |
| Promotions et relégations                  |                                          |
| Promus en Division di Honor                | Hoi Fan                                  |
| Promus en Division di Honor                | Kuan Tai                                 |
| Relégués en Division Uno                   | Ip U                                     |
| Relégués en Division Uno                   | Barra FC                                 |